# Plaque de tare
Pour les articles homonymes, voir Plaque et Tare.
Une plaque de tare est une plaque réglementaire de spécifications qui mentionne certaines caractéristiques techniques d'un véhicule ou d'une remorque de la catégorie poids lourd.
En France, elle indique le poids à vide (PV), le poids total autorisé en charge (PTC puis PTAC), le poids total roulant autorisé (PTRA) et les dimensions [largeur × longueur (l×L) et surface (S) maximales].
Certaines valeurs de poids se retrouvent sur le certificat d'immatriculation et sur la plaque du constructeur.
Cette plaquette souvent autocollante est placée en évidence à l'avant, sur le côté droit du véhicule. Les poids portent le symbole « t », « T » ou « kg ».

## Réglementation
La plaque de tare est obligatoire sur les véhicules mentionnés dans l'article R317-11 du code de la route.

## Galerie

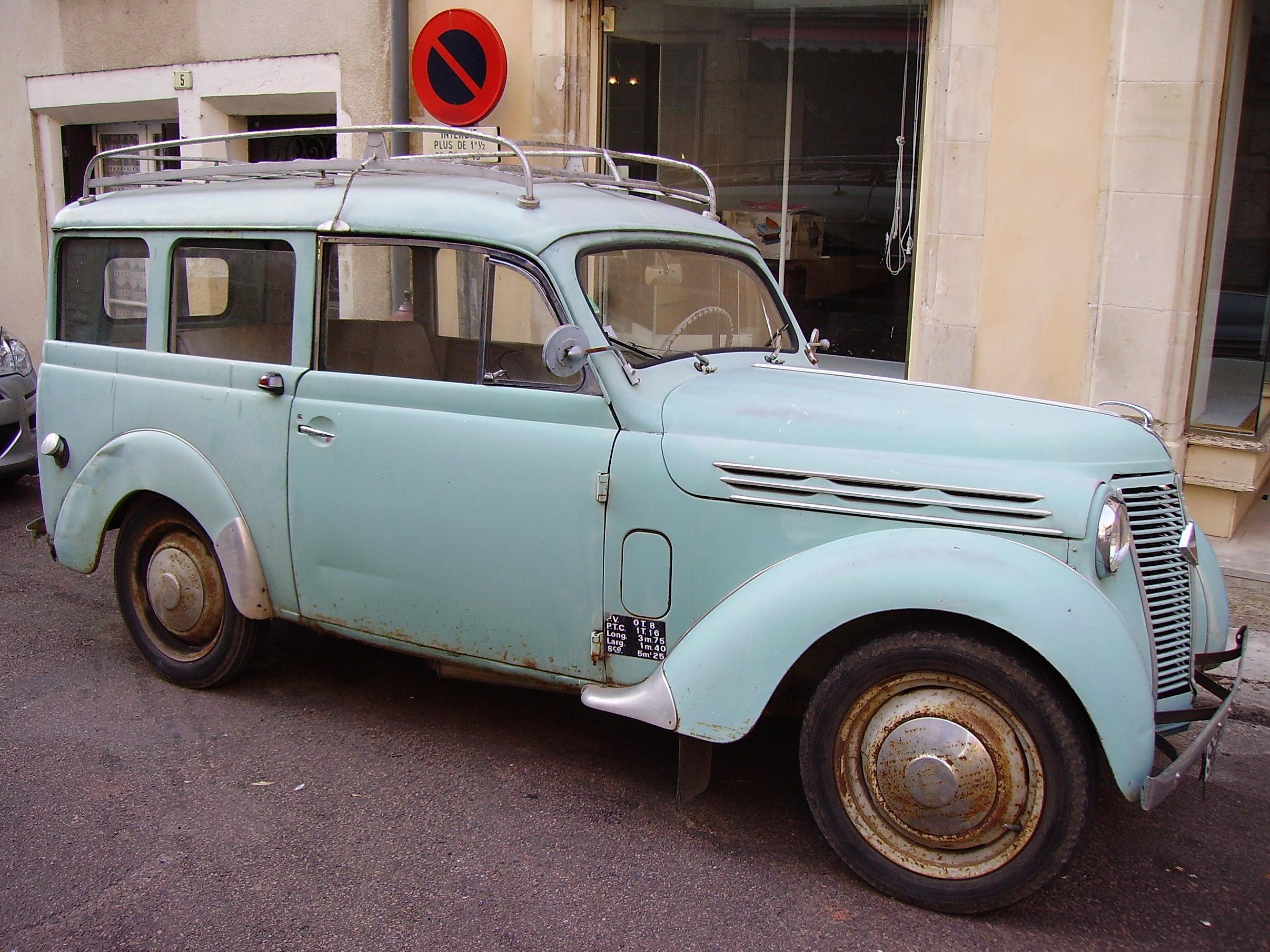
Ancienne fourgonnette portant une plaque de tare.
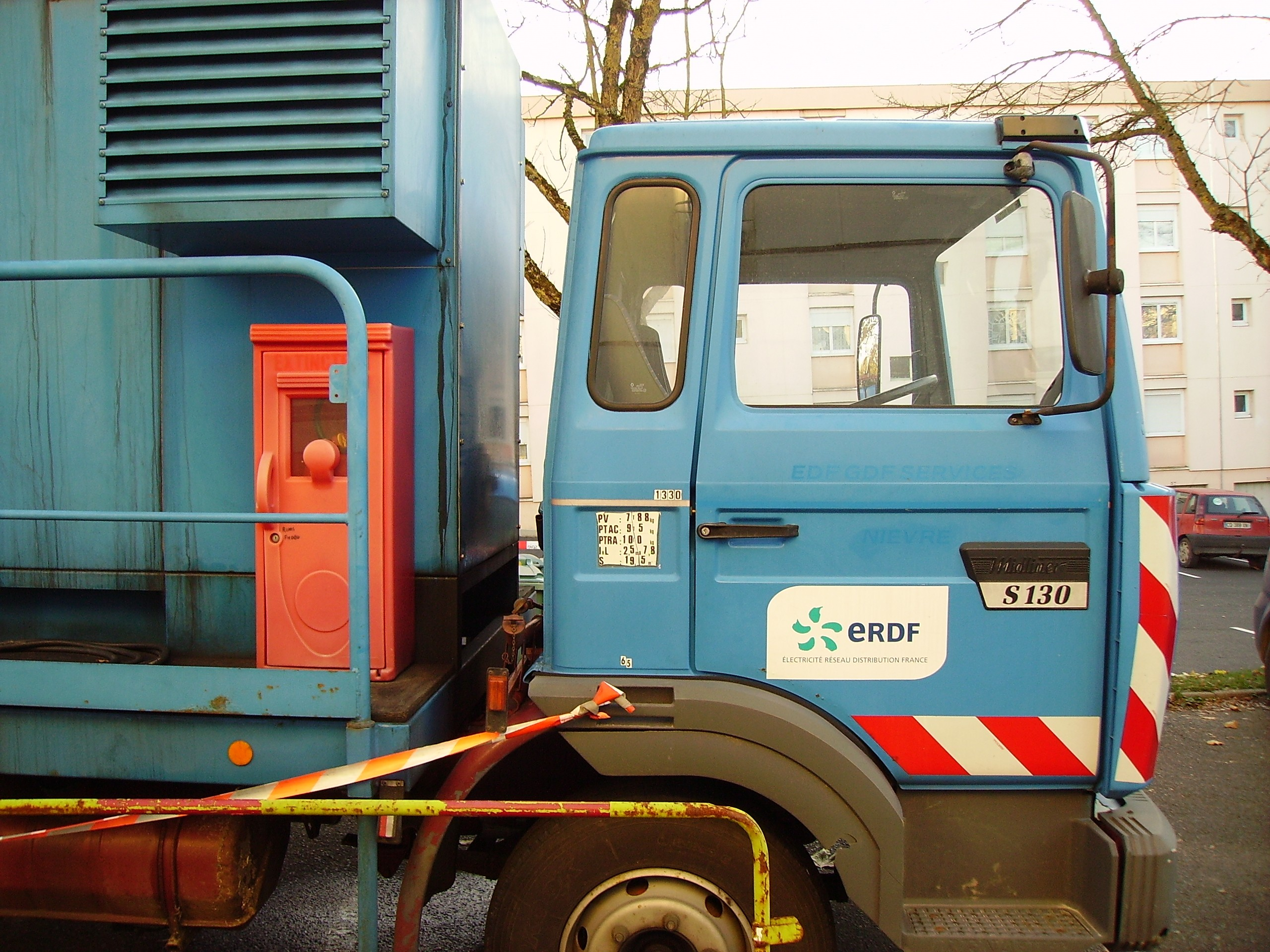
Plaque de tare sur la cabine d'un camion.
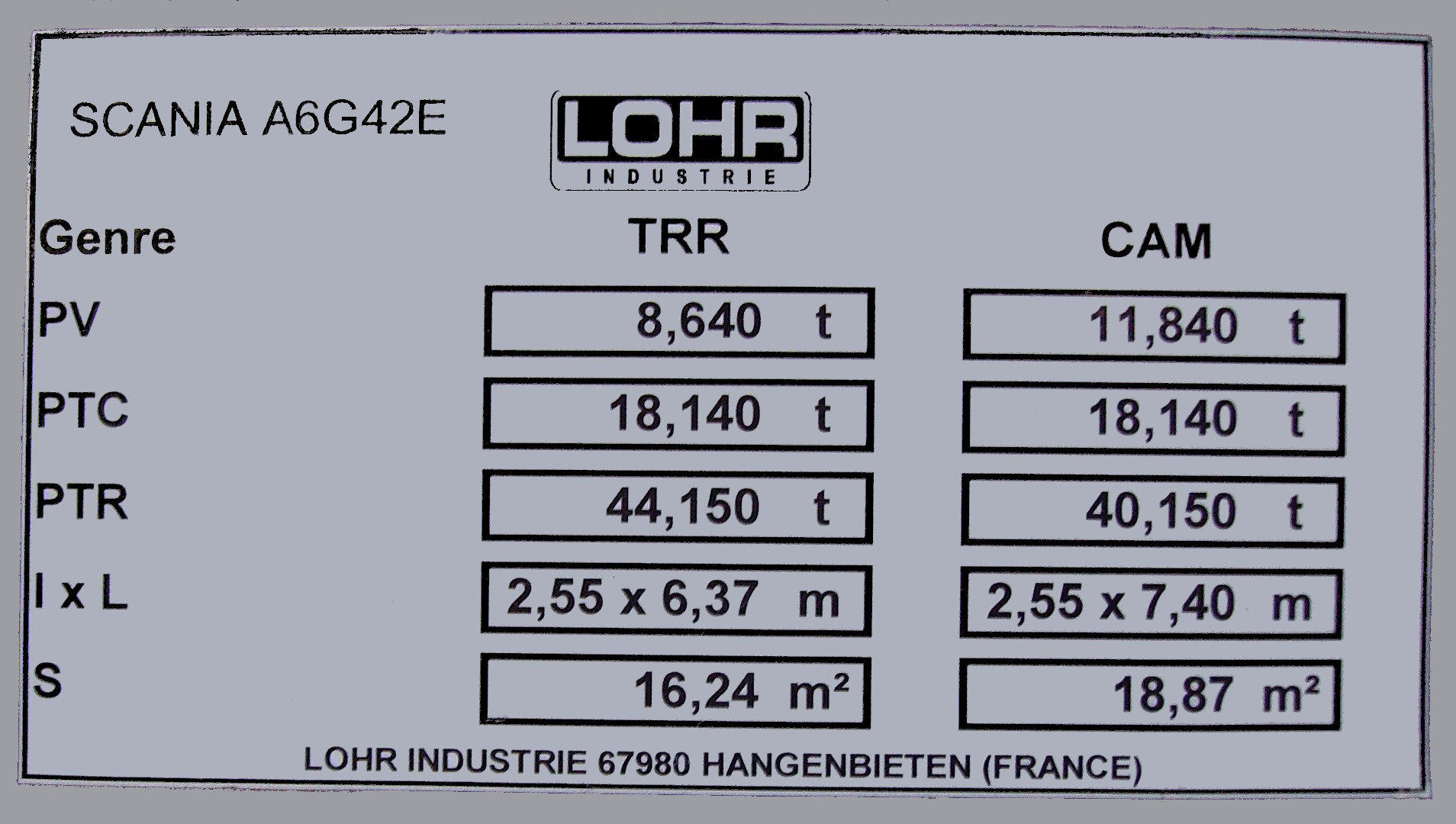
Sur un camion avec remorque porte-voitures.
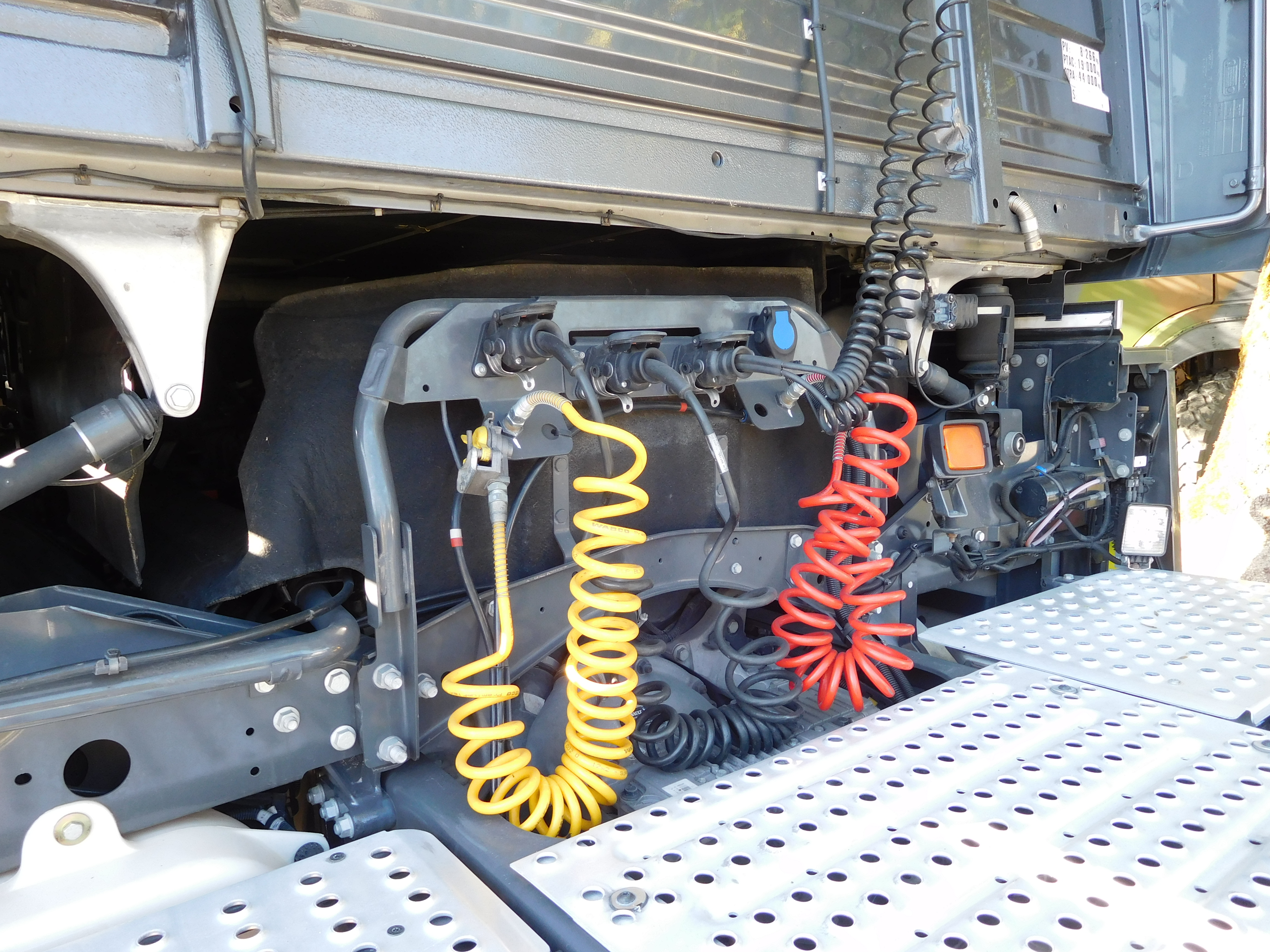
À l'arrière de la cabine d'un tracteur routier.
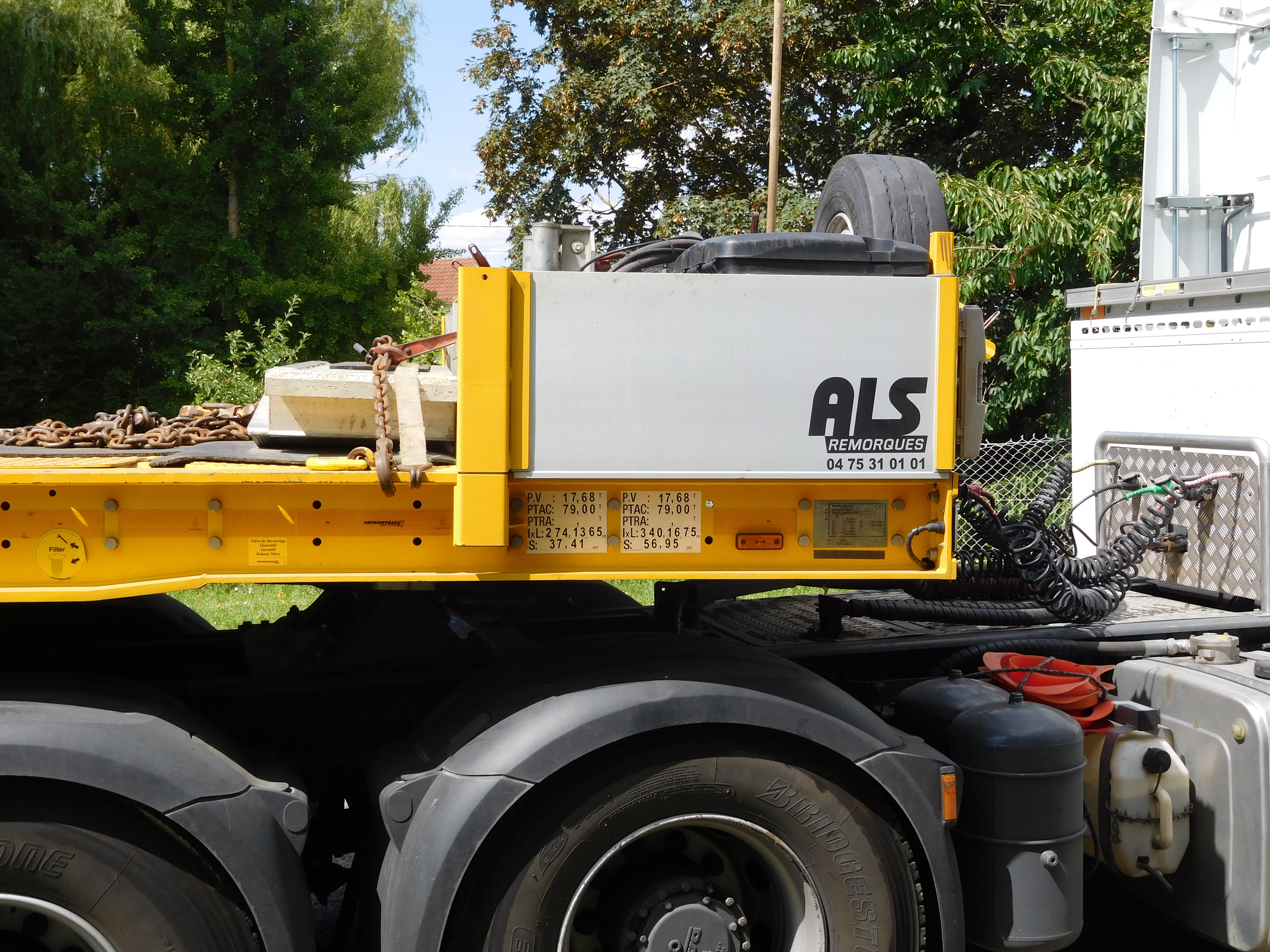
Sur une semi-remorque.
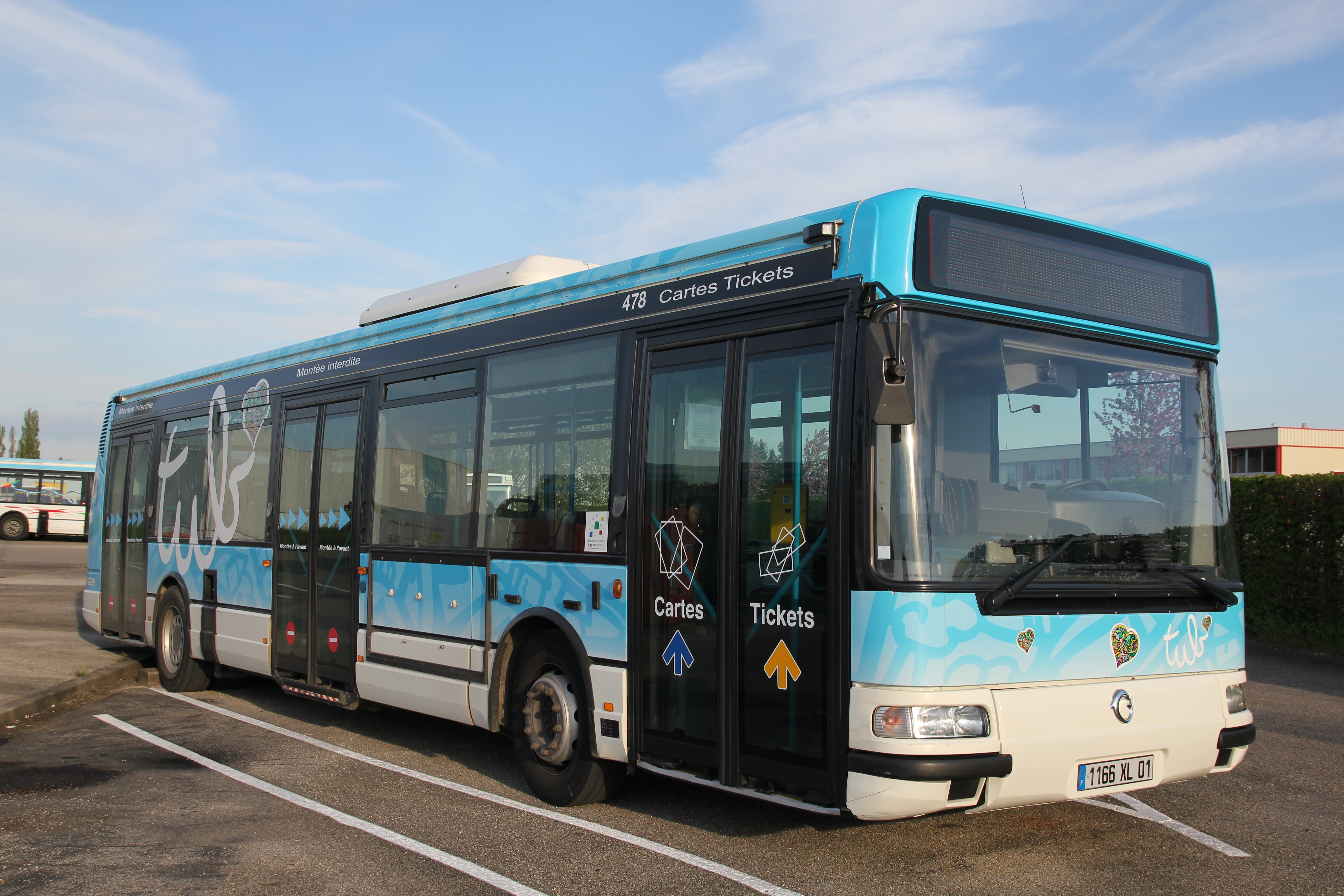
Sur un autobus.
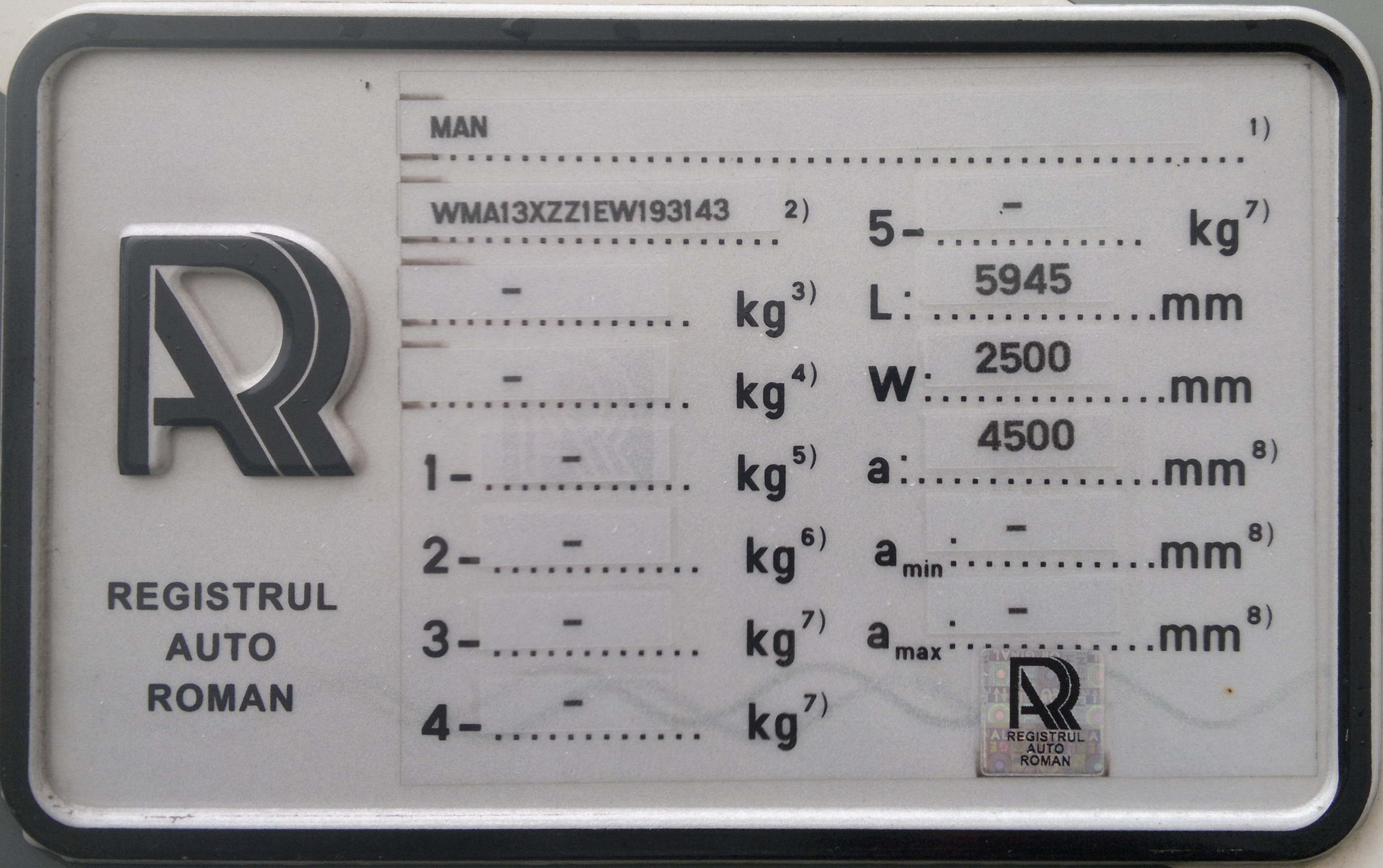
Sur un tracteur routier, en Roumanie.